# روزاریو پرگولیزی
روزاریو پرگولیزی (انگلیسی: Rosario Pergolizzi؛ زادهٔ ۷ اکتبر ۱۹۶۸) بازیکن فوتبال اهل ایتالیا است.
از باشگاه‌هایی که در آن بازی کرده‌است می‌توان به باشگاه فوتبال رجینا، باشگاه فوتبال آسکولی، البیا کالچو ۱۹۰۵، باشگاه فوتبال بولونیا، باشگاه فوتبال برشا، باشگاه فوتبال پادوا، باشگاه فوتبال پالرمو، و باشگاه فوتبال ناپولی اشاره کرد.